# Mark Granovetter
Mark Sanford Granovetter, född 20 oktober 1943, är en amerikansk sociolog. Han är mest känd för sina studier kring hur sociala nätverk fungerar samt i ekonomisk sociologi.